# Mazoku
Nella mitologia giapponese e nel fantasy, i mazoku (魔族?) sono esseri soprannaturali, di norma malvagi, come ad esempio diavoli o demoni. Un maō (魔王?) o maou è il dominatore del mazoku o più genericamente viene rappresentato come un signore oscuro o una creatura incredibilmente potente.

## Etimologia
Il nome ma (魔?) suggerisce che i mazoku minacciano l'esistenza degli esseri umani o che sfidano gli dei, mentre zoku (族?) indica che essi sono una famiglia.
Maō (魔王?) è un termine che deriva da mazoku, facendo riferimento alla parola "sovrano"  (王 Ō?) che domina il mazoku.

## Nella mitologia e nella leggenda
Il termine "mazoku" veniva utilizzato per descrivere la Asura e Yakṣa nella mitologia indiana, mentre nel Zoroastrismo indica il daēva. È un termine generico per indicare i diavoli, demoni ed esseri maligni. Nel politeismo giapponese è un antonimo di tribù degli dei (神族?, shinzoku).
Il termine "maō" invece si riferisce al dominatore o sovrano che controlla il mazoku. Per esempio nelle traduzioni bibliche, Satana è un maō. Nel politeismo, la controparte di maō è Il re degli dei (神王?, shin'ō).
Durante il periodo del Giappone feudale, il signore Oda Nobunaga veniva paragonato ad un maō in una lettera a Takeda Shingen, con il soprannome di "Il re demone del sesto cielo (第六天魔王?)".

## Nel fantasy
Nel fantasy giapponese, il significato di "mazoku" differisce da opera a opera. 
Alcune opere utilizzano questo termine per indicare ogni cosa maligna o nemica degli umani, mentre altre lo utilizzano per uno specifico gruppo di cose (non necessariamente malvagie).
Il termine akumazoku (惡魔族?) viene usato per descrivere, se si utilizza il secondo significato, i mazoku malvagi (il kanji aku (惡?) significa "malvagio").
Un maō può essere il re dei mazoku, o più in generale il re dei demoni, il signore oscuro, antagonista degli eroi o boss dei videogiochi. Il termine non ha riferimenti di genere.